# Téterchen
Téterchen é uma comuna francesa na região administrativa de Grande Leste, no departamento de Mosela. Estende-se por uma área de 8,75 km². Em 2010 a comuna tinha 812 habitantes (densidade: 92,8 hab./km²).